# ニコラ・ショパン

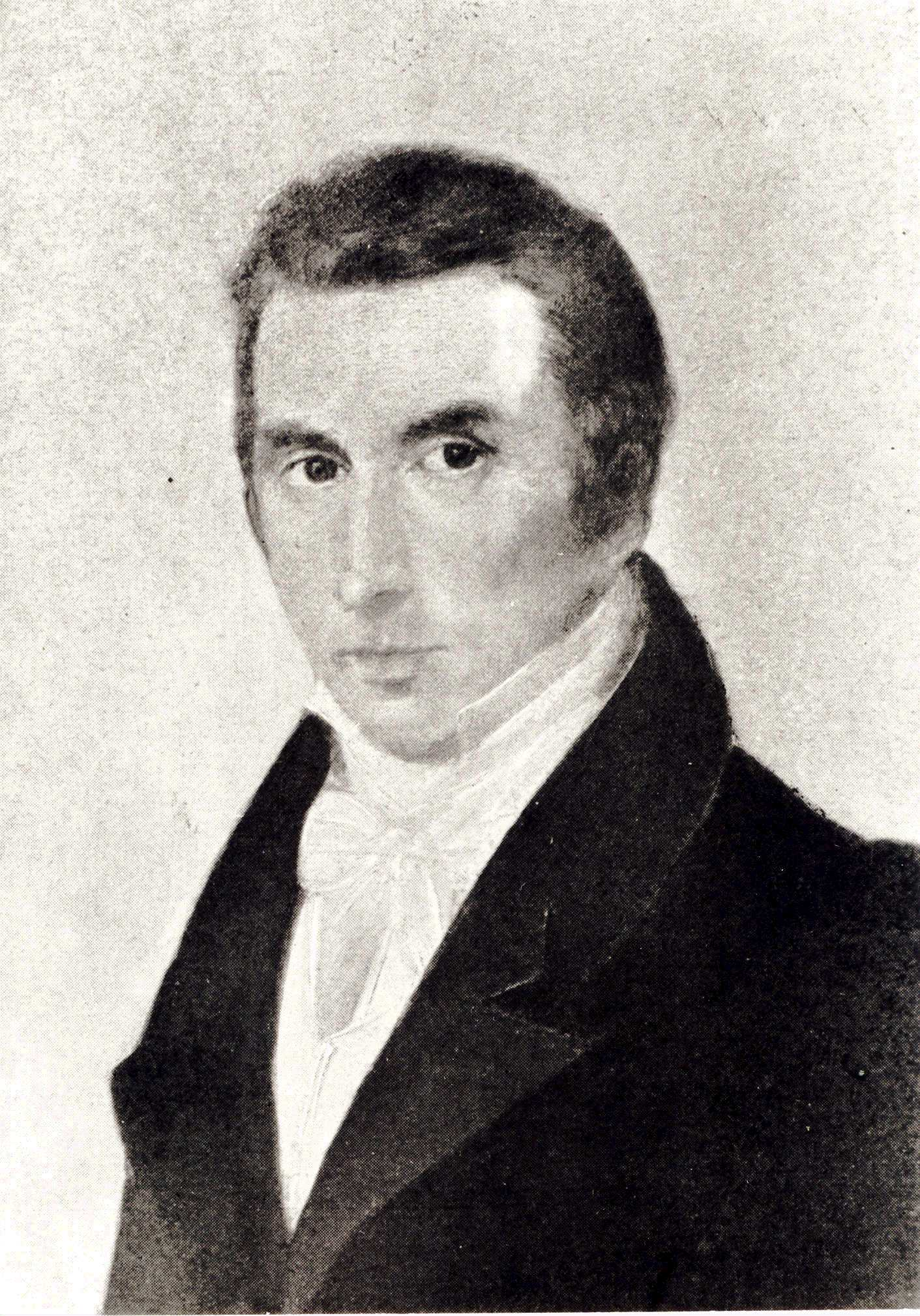
アンブロジイ・ミェロシェフスキによるニコラ・ショパン像

ミコワイ・ショパン（ポーランド語: Mikołaj Chopin, 1771年4月15日 – 1844年5月3日）は、ポーランドで活躍したフランス人教育者で、フレデリック・ショパンの父。ポーランド語にしたがって改名するまではニコラ・ショパン（フランス語: Nicholas Chopin）と名乗っており、しばしば現在でもフランス語表記にしたがって呼ばれている（ポーランドの資料ではMikołaj Szopenという表記も見られる）。息子がポーランドからフランスに行って異国に客死したように、父ショパンはフランスからポーランドに渡り、ポーランド人に事実上同化して生涯を閉じた。

## 略歴
ニコラの生涯については、資料のほとんどが戦乱で失われていること、彼自身がポーランドの貴族社会に溶け込むためにスタニスワフ・レシチニスキが統治していたロレーヌ公国・ナンシーで1770年に生まれたと出自を偽っていたこと、後世の研究者が伝記を書く際にフレデリック同様に虚実交えた描写を行っていたことなどもあって不明な点が多かったが、1926年に発見されたフランス及びロシア側の資料や、一点現存するフランスの両親あての手紙などから以下のことが判明している。
ニコラ・ショパンはロレーヌ地方のマランヴィル（現在のヴォージュ県マランヴィル＝シュル＝マドン）において、車大工であった父フランソワ・ショパンと、母マルグリット（旧姓デルファン）との間に生まれた。おそらくブドウ農家だった祖父の手伝いをしていたと考えられている（晩年の手紙に、｢ブドウ狩りをしたあのすばらしい日々｣という記述が登場する）。
その後、1782年にポーランド出身のマランヴィルの領主ミハウ＝ヤン・パッツ伯爵の管財人となったドイツ系ポーランド人アダム・ヴェイドリヒ（Adam Weidlich）とニコラは親交を結んだ。そして伯爵が死去した1787年、教育者となるべく帰国を決めたヴェイドリヒに同行して16歳のニコラは秋頃にポーランドへ渡る。彼がフランスを発った理由としては、ポーランドにおける教師の地位を当て込んだことや革命の遠因の一つとなったフランス全土を襲った不作、兵役逃れなどが考えられている。
やがてフランス語とポーランド語を習得したうえで（当時のフランスでは識字率が低かった）、ヴェイドリヒが開設した寄宿制女学校を経て教師や家庭教師として教職に入ったと考えられる。1802年から1810年7月まで、長期間にわたってジェラゾヴァ・ヴォラを統治していた伯爵夫人ルドヴィカ・スカルベクの邸宅に住み込みの家庭教師として働いた。この間、おそらくスカルベク夫人の御膳立てにより1806年7月2日に没落貴族の娘ユスティナ・クシジャノフスカ（1782年-1861年）と結婚する。二人の間には、1807年に長女ルドヴィカ（Ludwika,  後のユゼフ・イェンジェイェヴィチ夫人）、1810年に長男フリデリク・フランツィシェク（Fryderyk Franciszek,  後に大芸術家となったフレデリック・フランソワ・ショパン）、1811年に次女イザベラ（Izabella,  後のアントニ・バルチィンスキ夫人）、1813年に末子エミリア（Emilia, 1827年に結核のため14歳で夭折）が生まれた。
1810年10月に協力者、1814年6月より常任教授の肩書きでワルシャワ中等学校のフランス語教師となり、同校が1833年に閉鎖されるまでこの地位にあった。また、1812年に陸軍砲兵初等工学校（Szkoła Elementarna Artylerii i Inżynierów 、今日のワルシャワ国防大学の前身の一つ）のフランス語教授に任命され、1831年に閉校されるまで教鞭を執った。
1830年11月のワルシャワ蜂起の後で教育機関が再開されるのに伴い、計画中の師範学校の教職を打診され、新たな職務に任命されるのを待つ。その間ほとんど手弁当で、フランス語教師の志願者を審査したり、公立学校の教材に適したフランス文学を吟味したりするのに借り出された。1837年に師範学校の話が頓挫すると、ニコラは引退したが、1841年まで審査員の職務にはかかわり続けた。また1837年には一時的に、ワルシャワ・ローマ＝カトリック聖職者養成学校のフランス語講師も務めている。フレデリックが出国したのちにはたびたびユスティナと共にポーランドを出国して彼と面会したが、1835年のカールスバートでの面会が最後となった。

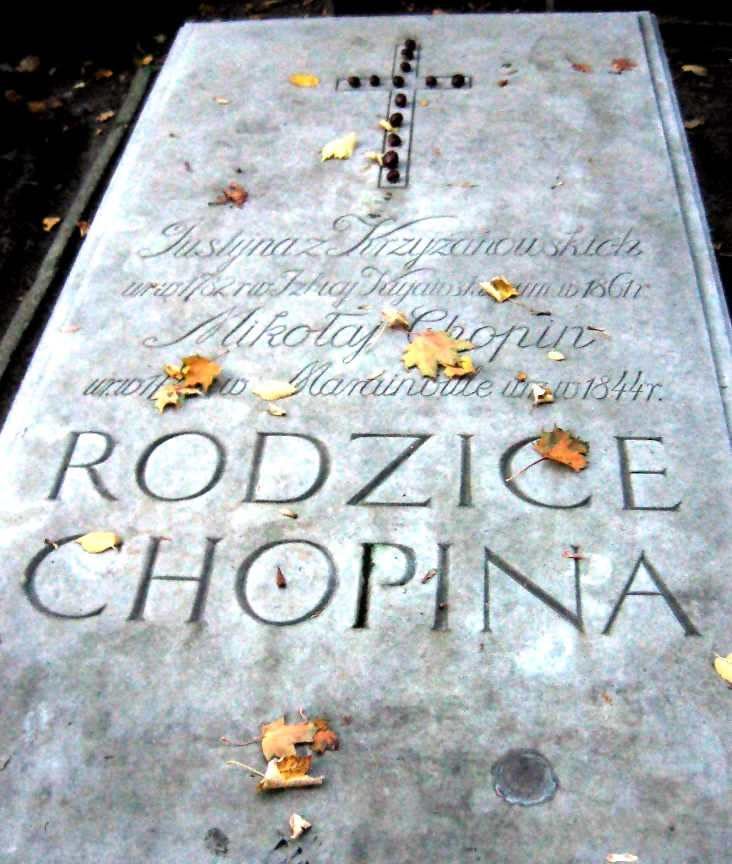
ワルシャワ・ポヴァツキ墓地にあるニコラとユスティナの墓

1844年に結核症のためワルシャワで73歳で逝去し、同地のポヴァツキ墓地に埋葬された。現在、故郷のマランヴィル＝シュル＝マドンの通りの一つが「ニコラ・ショパン通り（Rue Nicolas Chopin）」と名付けられている。
なおニコラ自身はフランスを捨てたわけではなく、両親とも手紙をやり取りしていた。しかし、フランス革命により亡命者であるニコラ自身や元バール連盟の外交官でルイ16世によりフランスへの帰化を認められていたヴェイドリヒが反革命派とみなされたことから祖国へ帰る望みを断たれてしまい、ポーランド人として生きざるをえなかったと考えられている。実際、唯一現存する革命直後の1790年9月15日付の手紙ではパッツ伯爵の財産整理のためにストラスブールへ渡るついでに帰郷する計画について話しており、革命後の自身の徴兵への危惧について「たとえ我が祖国とは言え、兵士になるという命令が除かれなければ、悲しい事ですが、私はここを離れる訳にはまいりません」と述べている（この一時帰国は実現しなかったとみられる）。事実として、ニコラは16歳の時にフランスを去って以降、生涯フランスの土を再び踏むことはなかった。

### 評価
ヴィチェンティ・ウォパチィンスキによると、ニコラ・ショパンは非常に知性的な教養人で国際的に評価された模範的な教師であり、才気縦横の息子を気遣う父親であった。外国出身ではあったが、完全にポーランド化され、「疑いなく自らをポーランド人と看做していた」とウォパチィンスキは評している。
しかし、上記のようにニコラは故郷フランスを捨てたわけではなく、息子フレデリックの洗礼証明書では「フランス人」と記録されているうえ、家族の間では「ニコラ」の名を使い続けたなどことから、ニコラがポーランド人として同化したというウォパチィンスキらポーランドの研究者の説は疑わしい。
また、ニコラがフランスから持ってきたフルートとヴァイオリンをよくしたというズジスワフ・ヤヒメツキらの指摘は、ニコラがヴァイオリンを始めたがうまくいかず家族の笑いものとなっている、という姉ルドヴィカの1835年2月9日付のフレデリック宛の手紙から否定されている。

## 参考書籍
- Wincenty Łopaciński, "Chopin, Mikołaj," Polski słownik biograficzny, vol. III, Kraków, Polska Akademia Umiejętnosści, 1937, pp. 426–27.

## 註
1. ↑  Łopaciński, "Chopin, Mikołaj," p. 427.